# APO Levadiakos
Maillots
Actualités
Le Athlitikos Podosferikos Omilos Levadeon (en grec moderne : Αθλητικός Ποδοσφαιρικός Όμιλος Λεβαδειακός), plus couramment abrégé en APO Levadiakos, est un club de football grec fondé en 1961 et basé dans la ville de Livadiá, dans le district de Béotie (région de la Grèce-Centrale).

## Personnalités du club

### Présidents
- Konstantinos Kolokythas
- Aristeidis Roussaris

### Entraîneurs
| - Kostas Polychroniou (1987) - Takis Lemonis (2005 - 2006) - Sakis Tsiolis (2006 - 2007) - Georgi Vasilev (2007 - 2008) - Momčilo Vukotić (2008 - 2009) - Quique Hernández (2009 - 2010) - Dimitris Farantos (2010 - 2010) - Vasilis Vouzas (2010 - 2011) - Giannis Papakostas (2011) - Georgios Paraschos (2011 - 2013) | - Jasminko Velić (2013) - Takis Lemonis (2013) - Dimitris Farantos (2013) - Nikos Karageorgiou (2013 - 2014) - Savvas Pantelidis (2014 - 2015) - Apostolos Mantzios (2015 - 2016) - Ratko Dostanić (2016 - 2017) - Giannis Christopoulos (2017) - Dimitris Farantos (2017) - José Anigo (2017 - 2018) | - Apostolos Mantzios (2018) - Giuseppe Sannino (2018 - 2019) - Nikos Karageorgiou (2019) - Dimitrios Spanos (2019) - Sotiris Antoniou (2019 - 2021) - Giuseppe Sannino (2021) - Sokratis Ofrydopoulos (2021) - Giannis Taousianis (2021 - 2022) - Jasminko Velić (2022) - Giannis Petrakis (2023) - Nikolaos Nioplias (depuis 2023) |

### Anciens joueurs
- Takis Lemonis
- Srdan Blazic
- Gary Coulibaly
- Olivier Kapo
- Eli Kroupi
- Xavier Tomas
- Jorge Barrios
- Brandão